# Aviation & Pilote
Aviation & Pilote est une revue mensuelle française traitant de l’aviation générale et l’aviation d’affaire.

## Généralités
La revue Aviation & Pilote apparaît initialement sous le titre L'Aéro-Club et le Pilote Privé  (ISSN 0223-6354) dont le N° 1 date de juin 1973. Ce mensuel vendu au prix de 5,95 € a pour directeur de la publication Jacques Callies et pour rédactrice-en-chef Julie Callies. La publication mensuelle est éditée par la Société d'Edition et d'Exploitation de Supports (SEES). Elle se proclame très vite « La revue des loisirs de l'air ». Elle paraît ainsi jusqu’au N° 62 daté du mois de février 1979.
La revue adopte alors le nom de Pilote privé avec le N° 63 daté du mois de mars 1979, toujours avec le sous-titre « La revue des loisirs de l'air » et toujours publiée par la Société d'Edition et d'Exploitation de Supports.
En 1985, la revue adopte le nom de Aviation & Pilote Privé toujours publiée par la Société d'Edition et d'Exploitation de Supports.
Enfin, la revue adopte son nom encore connu de nos jours (2010) Aviation & Pilote avec l’exemplaire N° 196 daté de juin 1990.